# رونو، فرانسه
رونو، فرانسه (به فرانسوی: Ronno) یک کمون در فرانسه با جمعیت ۵۹۶ نفر است که در رون واقع شده‌است.